# Фильм
Фильм (англ. film «плёнка»), также кино́, кинофи́льм, телефи́льм, кинокарти́на — отдельное произведение киноискусства. В технологическом плане фильм представляет собой совокупность движущихся изображений (монтажных кадров), связанных единым сюжетом. Каждый монтажный кадр состоит из последовательности неподвижных фотографий (кадриков), на которых зафиксированы отдельные фазы движения. Фильм, как правило, имеет звуковое сопровождение.
В начале XX века в России принято было говорить «фи́льма» (в женском роде), и, кроме привычного нам значения, это слово относилось также к киноплёнке.
Область человеческой деятельности, связанная с созданием и воспроизведением фильмов, называется кинематографом. Кинематограф включает в себя область применения фильма как одного из направлений искусства (киноискусство), кинотехнику, а также киноиндустрию. Фильмы создаются путём записи движущихся изображений окружающего мира с помощью киносъёмочных аппаратов или цифровых кинокамер, а также производятся из отдельных изображений с использованием мультипликации или спецэффектов.
Просмотр фильмов является частью современной культуры. Герои популярных фильмов и актёры, их играющие, зачастую становятся знаменитыми, а их образы узнаваемыми. Специально для массового просмотра фильмов строят кинотеатры. Обычно продолжительность фильма составляет 90—120 минут (полтора—два часа). Для просмотра фильмов в домашних условиях они транслируются по эфирному и кабельному телевидению централизованно для всех потребителей; также пользователь телевизора, имеющий видеомагнитофон или домашний кинотеатр, может смотреть принадлежащие ему фильмы в индивидуальном порядке. В последнее время всё чаще для этих целей служат «умные» телевизоры, позволяющие получать фильмы со стриминговых сервисов или переносные носителей данных: Blu Ray- и DVD-дисков, USB-флэш-накопителей, персональных компьютеров, смартфонов и других электронные устройств.

## История
Рождение кинематографа в виде, близком к тому, что мы можем наблюдать сейчас, произошло 28 декабря 1895 года, когда на бульваре Капуцинок в одном из залов «Гранд кафе» прошёл первый сеанс кинематографа.
Первый шаг к кинематографу был сделан в 1685 году, когда был изобретён «волшебный фонарь» — камера-обскура.
Второй шаг к кинематографу сделал в 1832 году Майкл Фарадей и его друг Макс Роджер. Вся Европа старалась изобрести аппарат, чтобы оживить рисунок. Прибор Фарадея назывался фенакистископом. К аппарату прилагался ряд последовательных картинок. Учёный Жозеф Плато занимался разложением движения на фазы (например, движение человека). Когда Фарадей получил в руки эти труды, ему до завершения фенакистископа оставалось совсем немного.
Третий шаг состоялся в 1877 году. Он стал возможен благодаря работам Луи Дагера и Жозефа Ньепса. Губернатор Калифорнии Леланд Стэнфорд и фотограф Эдвард Мейбридж провели один интересный эксперимент. Леланд любил лошадей, и поспорил c Мейбриджем на тему того, «отрывает во время галопа лошадь ноги или нет». Они приобрели 60 фотокамер и расставили их по обеим сторонам беговой дорожки (по 30 фотокамер). Напротив них были установлены будочки, в которых расположились контролирующие камеры люди. Между фотокамерой и будкой был натянут шнурок. Когда лошадь переходила на галоп и оказывалась на отрезке, где были установлены камеры, она задевала ногой нитку, после чего происходило срабатывание камеры и получалось изображение одной из фаз движения лошади. Это была первая попытка разложить движение на фазы.

## Классификация фильмов
Классификация фильмов по степени документальности (достоверности) видеоматериала:
- игровое кино, псевдодокументальное кино;
- документальное кино (или неигровое кино), документально-игровое кино;
- научно-популярное кино (или научно-просветительское кино).

Игровое кино обычно принято классифицировать по следующим признакам:
- по продолжительности экранного времени;
- по количеству серий;
- по отношению к первоисточнику (источнику сценария или идеи фильма);
- по аудиовизуальному ряду, художественной форме;
- по степени новаторского подхода;
- по потребителю (целевой аудитории фильма, зрительскому сегменту рынка), в том числе классификация по объёму (массовости) и возрасту аудитории;
- по производителю;
- по основным жанрам драматургии;
- по целям авторов.

Классификация фильмов по продолжительности экранного времени:
- короткометражный фильм;
- полнометражный фильм.

Классификация фильмов по количеству серий:
- односерийный фильм;
- малосерийный фильм — две—три серии;
- многосерийный фильм (мини-киносериал) — четыре—девять серий;
- киносериал — десять—пятнадцать серий;
- телесериал — более пятнадцати серий;
- киножурнал — более пятнадцати выпусков.

Классификация фильмов по отношению к первоисточнику (источнику сценария или идеи фильма):
- экранизация художественных произведений иных жанров — литературы, компьютерных игр, комиксов;
- различные типы продолжения оригинального фильма: сиквел, приквел, спин-офф и другое;
- ремейк (повторная версия фильма) и перезагрузка (фильм, игнорирующий сюжеты предыдущих фильмов данной серии).

Классификация фильмов по аудиовизуальному ряду, художественной форме:
- звук:
  - немое кино, в том числе стилизованное;
  - звуковое кино;
- изображение:
  - чёрно-белое кино, в том числе стилизованное;
  - цветное кино;
- мультипликация:
  - мультипликационные фильмы;
  - кино-мультипликационные фильмы;
- музыкальные фильмы, в том числе с элементами хореографии;
- мюзиклы;
- фильмы в стихах;
- другое.

Классификация фильмов по степени новаторского подхода:
- экспериментальное кино, в том числе авангард в кино;
- традиционное кино.

Классификация фильмов по потребителю (целевой аудитории фильма, зрительскому сегменту рынка):
- по массовости аудитории:
  - массовое кино (блокбастеры);
  - артхаус (элитарные фильмы);
  - авторское кино (может быть коммерчески успешным и при этом выделяться художественной ценностью);
- по возрасту аудитории:
  - возрастное кино с ограничениями по возрасту зрителя (как правило, детективные фильмы, триллеры, ужасы, эротика, порно), которое ориентировано на взрослую аудиторию;
  - детско-юношеское (подростковое) кино;
  - детское кино, ориентировано на детей.

Классификация фильмов по производителю:
- профессиональное кино;
- любительское кино.

Классификация фильмов по основным жанрам драматургии:
- трагедия;
- комедия;
- трагикомедия.

Классификация игровых фильмов по жанрам и субжанрам приведена в статье «Жанры игрового кино».
Классификация фильмов по целям автора (с какой целью?):
- художественные интересы — независимое или авторское кино (андеграунд в кино);
- коммерческие интересы — коммерческое кино (мейнстрим в кино), в том числе кино по заказу коммерческих фирм, не входящих в кинобизнес (рекламное кино);
- общественно-политические интересы (по заказу правящей элиты, политических партий, общественных и религиозных объединений) — пропагандистское кино, идеологическое кино:
  - патриотическое кино — чувство патриотизма, чувство гражданского самосознания;
  - социальное кино — гуманистические чувства, сострадание, формирование отношения к проблемам общества;
  - религиозное кино — религиозные чувства;
- Смешанные интересы.

## Кинофильм
Кинофи́льм — последовательность фотографических изображений, снятых с определённой частотой на фотоплёнке с помощью специального устройства (кинокамеры) и предназначенных для проекции (с той же частотой) на экран. Различают узкоплёночные (любительские) кинофильмы, снятые на кинолентах шириной 8 или 19 мм, и, профессиональные, снятые на киноплёнке 16 или 35 мм шириной обычным объективом или с помощью специальной широкоформатной насадки, позволяющей изменить соотношение сторон, не меняя размеров кадрового окна кинокамеры и кинопроектора. Изначально кинофильм был «немым», то есть представлял последовательность кадров, снятых на чёрно-белую киноплёнку. «Великий немой» демонстрировали в кинотеатрах под аккомпанемент тапёра. Совершенствование технологий позволило осуществлять запись звука на киноплёнку (оптическая запись) или магнитную ленту, нанесённую на позитивную плёнку, — в конце 1930-х годов началась эра звукового кино. Кроме того, появилась цветная фото- и киноплёнка.
Фильмопроизводство — подавляющее большинство фильмов создаётся коллективами творческих работников и технических специалистов на специализированных киностудиях с использованием в процессе постановки разнообразных средств кинотехники, съёмки в киносъёмочных павильонах, на натурных площадках и так далее. Кроме того, кинофильмы для научных, технических и учебных целей нередко изготавливаются в кинолабораториях научно-исследовательских институтов и учебных заведений. Любительские — фильмы, которые снимаются отдельными кинолюбителями, а также на любительских киностудиях, созданных при клубах, учебных заведениях и предприятиях.

### Панорамное кино
Дальнейшее развитие качества киноизображения связано с появлением в начале 1950-х панорамных киносистем, получивших огромную популярность у зрителей, но дорогих и непригодных для широкого распространения. Панора́мное кино́ — кинематографические системы с очень большим соотношением сторон сильно изогнутого экрана. Характерной особенностью панорамного кино был очень большой угол горизонтального обзора, превышавший поле зрения человека и позволявший сделать границы экрана малозаметными. Такие системы для съёмки фильмов используют разделение изображения на несколько частей и, как правило, несколько киноплёнок. В СССР и остальном мире такие форматы не получили широкого распространения вследствие своей дороговизны и несовместимости с массовой киносетью. Небольшое количество фильмов, снятых панорамными технологиями, как у нас, так и за рубежом, чаще всего перепечатывались на широкие форматы киноплёнки для демонстрации в традиционных кинотеатрах.

### Кинопанорама (СССР, 1957 год)
Советская «Кинопанорама» была разработана в московском Научно-исследовательском Кинофотоинституте (НИКФИ) на основе системы «Синерама» под руководством Е. М. Голдовского и представлена в 1957 году. В некоторых странах, в которых производилась демонстрация советских фильмов, снятых по этой системе, она называлась Soviet Cinerama. Первым кинотеатром, где использовалась эта технология, был кинотеатр «Мир» в Москве на Цветном бульваре, дом 11, рядом с известным цирком, открытый в феврале 1958 года. На момент открытия он был крупнейшим в Европе, а по размеру экрана (200 м²) — крупнейшим в мире. Он вмещал 1220 зрителей, а его экран с мест в первых рядах, имел видимые угловые размеры 146° по горизонтали и 78° по вертикали.
Впоследствии кинотеатр был переоборудован для показа широкоформатного кино.

### Широкоформатное кино

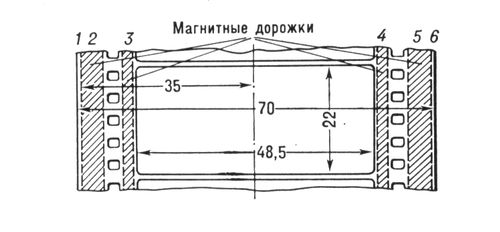
Кадр фильмокопии НИКФИ

Широкоформа́тное кино́ — разновидность кинематографических систем, в основе которых лежит использование киноплёнки с шириной, превосходящей стандартную 35-мм (чаще от 50 до 70 мм). Широкоформатные киносистемы отличаются большой площадью кадра, не требующего сильного увеличения и позволяющего получать высококачественное изображение на больших экранах. Широкие форматы разрабатывались, как замена дорогостоящему панорамному кинематографу, и при сопоставимой площади кадра дают цельное изображение без стыков.
Наибольшее распространение получили широкоформатные системы, использующие для изготовления фильмокопий киноплёнку шириной 70-мм с кадром, занимающим в высоту пять перфораций и широкоэкранным соотношением сторон 2,2:1 (формат «5/70»). Современный вид широкоформатного кинематографа регламентируется стандартом ISO 2467:2004 в соответствии с рекомендациями и нормативами SMPTE. В настоящее время в широкоформатном кино для съёмки используется киноплёнка шириной 65-мм и сферическая (аксиально-симметричная) оптика, а для печати фильмокопий — киноплёнка шириной 70-мм.
Вопреки распространённому заблуждению, появление на рынке широкой киноплёнки первоначально связано не с попытками повышения разрешающей способности, а главным образом, как способ размещения оптической фонограммы на одном носителе с изображением. Широкоформатные киносистемы начали развиваться с появлением звукового кинематографа. Качество звука тогда зависело от ширины дорожки, и на стандартной 35-мм киноплёнке кадр, если ширина фонограммы была слишком велика, становился квадратным. Проблему решала широкая плёнка, на которой можно было печатать фонограммы любой ширины, а также широкоэкранное изображение большой площади. Попытки создания широкоформатного кинематографа предпринимались с первых дней существования кино, однако практическое применение широкоформатное кино получило только с середины 1950-х годов, после того как опыт съёмки и демонстрирования 35-мм широкоэкранных фильмов с использованием анаморфотной оптики показал, что выигрыш в размерах изображения достигается ценой некоторого ухудшения его качества. Создание широкоформатного кино ознаменовало новый этап в развитии кинематографа, характеризующийся существенным увеличением размеров экранного изображения без ухудшения его качества, достигнутым благодаря использованию киноплёнки удвоенной (по сравнению с обычной) ширины и системы 6-канальной стереофонической записи и воспроизведения звука. В некоторых системах широкоформатного кино наряду с широкой киноплёнкой одновременно применяют и анаморфирование изображения.

### Любительское кино

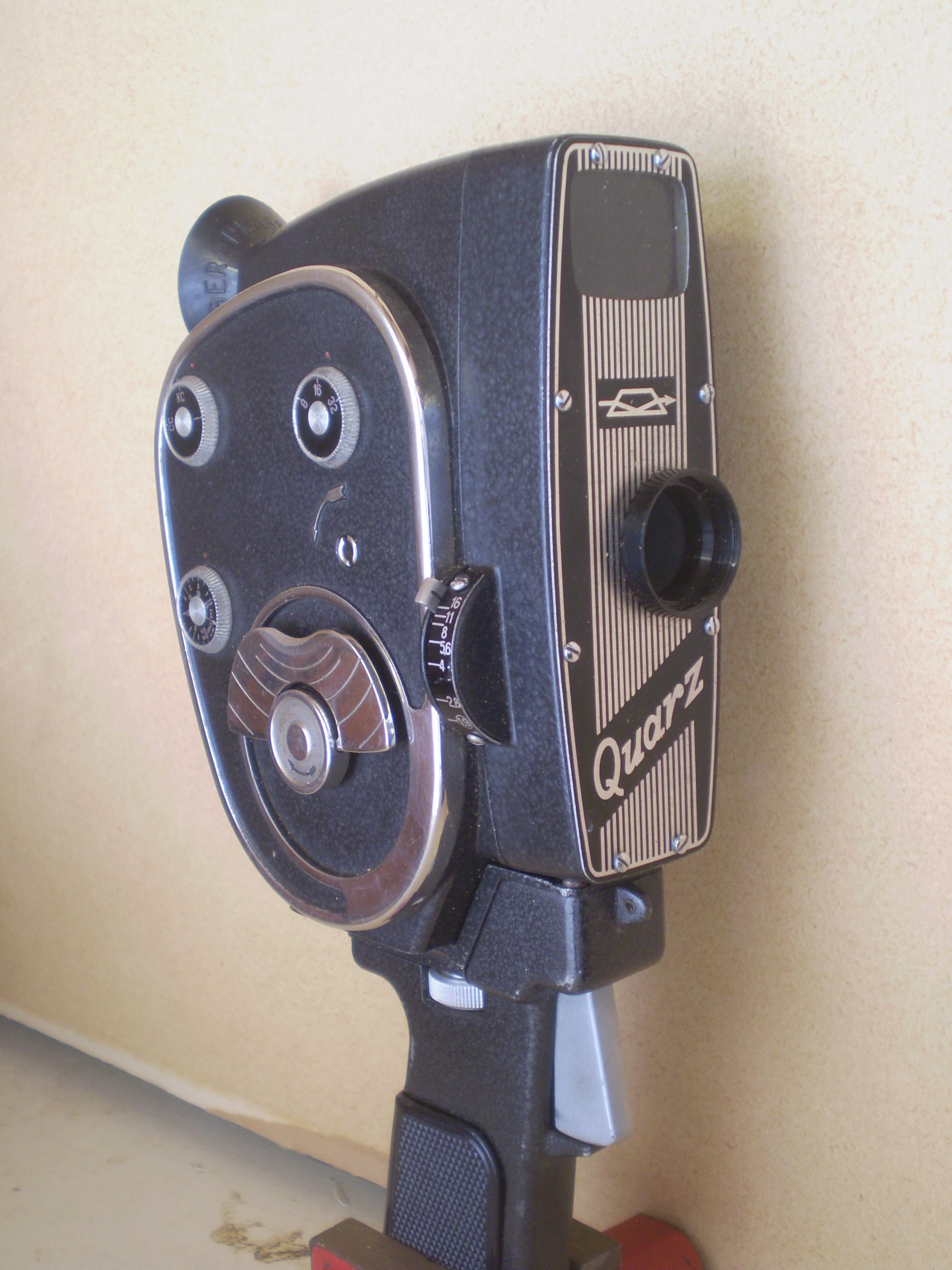
Любительская кинокамера «Кварц-М» для киноплёнки 2×8 мм с обычной перфорацией

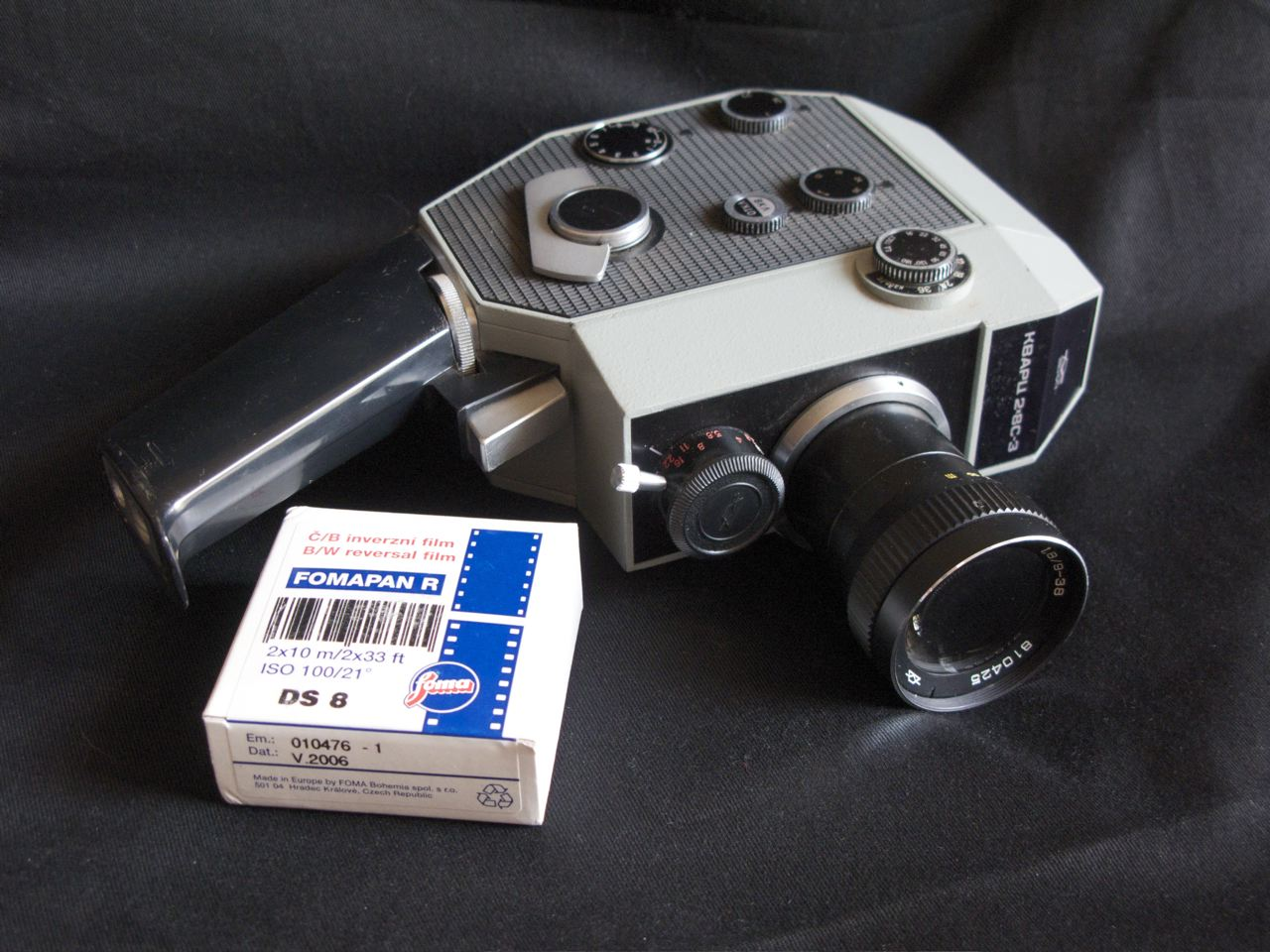
Любительская кинокамера «Кварц-2×8С-3» для двойной 8-мм киноплёнки с перфорацией типа «Super»

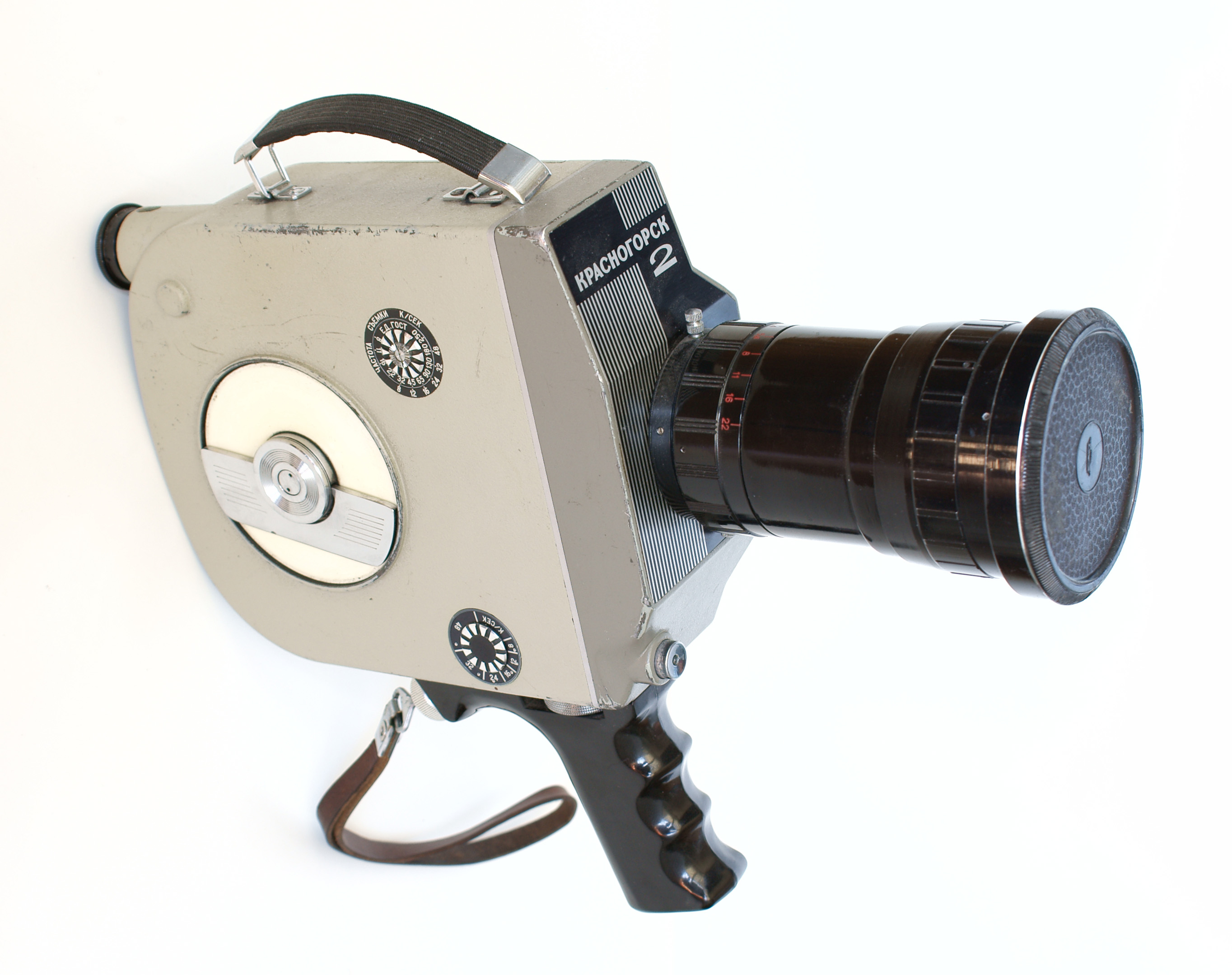
Кинокамера «Красногорск-2» для 16-мм киноплёнки

Люби́тельское кино́ (кинолюби́тельство) — хобби или один из видов самодеятельного творчества с применением методов и средств кинематографа. В эпоху первых экспериментов в области кинематографа строгого деления на любительский и профессиональный не было. Таким образом, именование (в том числе и самоименование) того или иного коллектива (группы) кинолюбителями, а также причисление того или иного оборудования к кинолюбительскому приблизительно до 1920-х годов было произвольным. Постепенно, к 1970-м годам сложилась классификация, относящая киноплёнку шириной 35 мм и более к профессиональной, для показа в кинотеатрах большому количеству зрителей, а более узкую (за исключением телевизионного производства) — к любительской. Эта необходимость диктовалось, в частности, показателем допустимого светового потока (соответственно и максимальным размером экрана), зависящим от размера кадра на плёнке. Такое деление определяло и значительно меньшие габаритные размеры любительской аппаратуры и её оптики. Именно так позиционировались (в частности, по массовости производства и масштабу цен) производимые в мире киноплёнка, съёмочные камеры, проекторы и монтажные столы. Любительское кино существует во многих странах и появилось практически одновременно с профессиональным кинематографом, привлекая внимание творческих людей новыми, ранее не существовавшими изобразительными возможностями. Как и для любительской фотографии, в итоге возникла и развилась целая индустрия, ориентированная на узкоплёночное, мелкоформатное, малобюджетное кино.
Значительную часть затрат кинолюбителя (как материальных, так и временны́х) на фильм составляет киноплёнка и её химико-фотографическая обработка. Стремление снизить эти затраты определяет основные особенности любительского кинематографа.
- В отличие от прокатной киноиндустрии, изначально предполагающей изготовление нескольких копий фильма и потому использующей негативную плёнку, съёмка подавляющего большинства любительских фильмов производилась на чёрно-белую и цветную обращаемую киноплёнку, с получением единственного экземпляра фильма непосредственно в позитивном виде. В СССР узкая негативная и позитивная киноплёнка была в продаже большой редкостью. Кинокопировальные аппараты для кинолюбителей выпускались малыми партиями (например, КАУ-16[15]) и были доступны только любительским объединениям. Кроме того, выпускались кинокамеры «Экран», пригодные для контактной печати 8-мм фильмов, однако сложность технологии и неизбежные потери качества изображения на малом формате, сделали любительскую печать экзотикой.
- В СССР домашнее любительское кино снималось, как правило, на киноплёнку формата «8 мм» или «Super-8» («8 мм тип С»). Для увеличения длины фильма выпускалась 16 мм плёнка с двойной перфорацией (по обеим краям), которая обозначалась «2×8 мм». после экспонирования плёнка в кинокамере перезаряжалась (переворачивалась). Для предохранения от ошибочной повторной экспозиции на внутреннем конце 10-метрового ролика киноплёнки перфорировалась надпись «1/2 экс». После экспозиции обеих сторон двойной плёнки её проявляли, а затем разрезали вдоль с помощью специального резака и наматывали на 8-мм бобины (которые выпускались и для намотки магнитной ленты шириной 6,25 мм, а затем и 6,3 мм для бытовых бобинных магнитофонов). Киноплёнка «16 мм» применялась, в основном, в кружках и клубах. Домашнее применение сдерживалось высокой стоимостью аппаратуры, её большими размерами и весом, а также большей стоимостью киноплёнки.

Для домашнего кинолюбительства необходимо было приобрести:
- кинокамеру с запасом киноплёнки или кассетами,
- наборы химикатов для лабораторной обработки обращаемой чёрно-белой или цветной киноплёнки, а также лабораторную посуду и термометр,
- бачок для проявки киноплёнки,
- сушилку для киноплёнки,
  - в крупных городах СССР была доступна централизованная обработка фотокиноплёнки.
- резак для плёнки (если применялась двойная 8-мм плёнка),
- монтажный стол для просмотра отснятого фильма, монтажа и склейки его (иногда для этой цели использовали кинопроектор либо специальные увеличительные стёкла с фильмовым каналом),
- специальные бобины для намотки смонтированного фильма,
- синхронизатор к бытовому бобинному магнитофону для озвучивания 8-мм фильмов,
- кинопроектор и переносной сворачиваемый экран (чаще белая простыня) для демонстрации отснятых шедевров,
- станок для перемотки фильмов (чаще изготавливался из подручных материалов),
- пресс для склейки киноплёнки и специальный киноклей (позже стали выпускать клейкую ленту в кассетах).

С массовым распространением бытовых видеокамер и видеомагнитофонов, любительские фильмы начали сниматься на видеокассеты. В настоящее время видеолюбительство полностью вытеснило кинолюбительство, а съёмочное оборудование и узкая киноплёнка не выпускаются.

## Видеофильм
Видеофи́льм — фильм, снятый не на киноплёнке, а на магнитной ленте с помощью видеокамеры. В настоящее время вместо магнитной ленты используются твёрдотельные накопители или жёсткие диски. Понятие «видеофильм» относится в большей мере к любительскому кинематографу или к промышленным и учебным фильмам. Телефильмы, снимаемые по такой же технологии, не считаются видеофильмом. От цифрового кино видеофильм отличается использованием телевизионных стандартов изображения, в том числе высокой чёткости. Однако, в некоторых случаях разница между видеофильмом и цифровым кинофильмом может быть условна, а в полнометражных фильмах используются кадры, снятые видеокамерами. Совершенствование цифровой видеотехники и доступность нелинейного видеомонтажа с помощью компьютера позволяют достигать результатов, сопоставимых по техническому качеству с профессиональными. Многие независимые кинематографисты создают документальные и игровые фильмы любительским и полупрофессиональным видеооборудованием.

## Телефильм

Сравнение форматов кино и традиционного телевизионного (4:3)

Таблица EIA (4:3)

Телефи́льм (или телевизио́нный фи́льм) — игровой фильм, снятый специально для показа по телевидению. При создании телефильмов учитываются технические возможности телевидения и особенности восприятия телезрителями изображения на экране телевизора. Изначально по телевидению демонстрировались обычные кинофильмы. Вскоре начали создаваться фильмы по заказу телеканалов. В процессе производства таких фильмов была выработана определённая телевизионная специфика, что, собственно, и привело к появлению понятия «телефильм». Важнейшим фактором в производстве телефильмов является размер телевизионного экрана. В то время как на телевидении наиболее распространённым соотношением сторон экрана всё ещё остаётся традиционное полноэкранное 4:3 (1,33:1), а развитие телевидения высокого разрешения только набирает популярность широкоэкранное 16:9 (1,78:1), в киноиндустрии самым популярным на данный момент является суперширокоэкранное соотношение 2,39:1. Поскольку телеэкран значительно меньше киноэкрана, телефильмы отличаются от кинофильмов меньшим числом общих планов и отсутствием высокодетализированных изображений. Таким образом, телефильм, (как жанр) возник в начале 1960-х годов из слияния телевидения и классического кинематографа. Наиболее часто телефильм состоит из двух и более последовательных, но демонстрируемых в разное время частей — серий. Телефильмы с бо́льшим количеством серий принято называть телесериалами. Телефильмам и телесериалам в частности свойственно специфичное «растянутое» повествование. При монтаже современных телефильмов учитываются рекламные блоки в эфирной сетке телеканалов — на интригующем моменте делается пауза, и после предполагаемой рекламы следует продолжение с небольшим «откатом» сюжета.

## Мультипликационный фильм
Мультипликацио́нный фи́льм (или мультфи́льм) — это ряд рисунков, выполненных с помощью средств рисования, графики или фильм, снятый методом покадровой съёмки объектов из пластилина и других подручных материалов, а также кукол или компьютерных моделей на какой-либо из существующих носителей (кино-, видео-, цифра) и предназначенный для показа в кинотеатре, по телевизору или на экране компьютера. Как и обычные кинофильмы, мультфильмы бывают короткометражными и полнометражными (обычно более часа).

## Диафильм
Диафи́льм (от греч. δια — приставка, здесь означающая «переход от начала до конца», и англ. film — фото- или киноплёнка) — последовательность изображений, отпечатанных на стандартной позитивной 35-мм перфорированной плёнке, кадры которой тематически связаны друг с другом и, как правило, снабжены текстом (имеются титры), превращающим кадры в иллюстрированный рассказ. Фактически диафильм — это неразрезанный диапозитив без рамок. Кадры диафильма неразрывно связаны между собой, что не позволяет менять порядок их демонстрации — каждый кадр диафильма является продолжением предыдущего. Стандартный размер кадра диафильма — 18×24 мм. Длина диафильма, как правило, была около 1 м. Возможность коллективного просмотра диафильмов на большом экране позволяла заменить дорогостоящую кинопроекцию более доступным шоу, особенно популярным у детей, предпочитавших его чтению иллюстрированных книг вслух. За пределами советского блока диафильмы были, например, в США. Небольшое количество диафильмов выпускалось со звуковым сопровождением на магнитной ленте (катушках) или гораздо чаще на виниловых пластинках — показ озвученных диафильмов мог проводиться одновременно с воспроизведением грампластинки с дикторским текстом или музыкальным сопровождением. В настоящий момент выпускаются диафильмы в России и в Венгрии, в том числе на русском языке. Звуковые диафильмы в виде картриджей для диапроектора «Светлячок» — в Китае. Диафильмы, выпущенные в последнее время в России, являются перепечаткой старых плёнок и отличаются низким качеством (очень высоким контрастом). С распространением бытовой видеозаписи диафильмы практически вышли из употребления. Однако в последнее время интерес к диафильмам снова вырос и сейчас в Китае выпускают диапроекторы «Светлячок» и «Реджио», а в Беларуси продолжается выпуск «Пеленг-500».
Разновидностью диафильма является микрофильм.

## Микрофильм
Микрофи́льм — документ в виде микроформы на рулонной светочувствительной фотоплёнке с последовательным расположением кадров в один или два ряда или фотокопия документов, рукописей, книг и так далее, выполненная со значительным уменьшением на фотоплёнке или киноплёнке. В свою очередь, процесс получения (копирования) фотографическим способом уменьшенного в десятки и сотни раз изображения с бумажных носителей информации (чертежи, рукописи, рисунки, архивные документы) получил название Микрофильми́рование.
Первые работы по микрофильмированию отмечены к началу XIX века и связаны с именами изготовителя оптических приборов англичанина Д. Дансера и французского фотографа Луи Дагера. В России большая заслуга в развитии микрофильмирования принадлежит Е. Ф. Буринскому — одному из основоположников судебной и научной фотографии. Научно-технический прогресс вызвал резкое увеличение объёма научно-технической информации на бумажных носителях, обусловил широкое использование микрофильмирования на производстве, в науке, библиотечном и архивном делопроизводстве. Микрофильмирование сокращает размер хранилищ, исключает возможность поврежнения редких книг, обеспечивает бо́льшую доступность раритетных изданий. Благодаря копированию появляется возможность передачи копии в другие библиотеки и архивы, уменьшаются транспортные расходы. Для фотографирования документов чаще всего применяются специализированные фотоаппараты, имеющие оптику с высокой разрешающей способностью. В СССР для съёмки микрофильмов применялась чёрно-белая негативная фотоплёнка «МЗ-3Л», «Микрат-200» и «Микрат-300» с разрешением 150, 200 и 300 лин/мм соответственно. Для просмотра и получения увеличенных копий на бумажном носителе используются читально-копировальные аппараты, при создании копий применяется электрографический метод. Для хранения носителей, их быстрого поиска применялись информационно-поисковые системы («Иверия» — для микрофильмов в отрезках и «Поиск» — для рольных микрофильмов).